# Mylabris plurivulnera
Mylabris plurivulnera là một loài bọ cánh cứng trong họ Meloidae. Loài này được Dohrn miêu tả khoa học năm 1873.